# Рощино (Приморский край)
Ро́щино — село в Красноармейском районе Приморского края. Административный центр Рощинского сельского поселения.
Село Рощино приравнено к районам Крайнего Севера.

## География
Село Рощино стоит на левом берегу реки Большая Уссурка (бывш. Иман), на расстоянии 115 км выше устья, где река впадает в реку Уссури, являющуюся крупным притоком реки Амур.
Расстояние до районного центра, села Новопокровка — 31 км на запад.
Село Богуславец — спутник села Рощино, примыкает к нему с запада.
На север от села Рощино автомобильная дорога идёт к сёлам Вострецово, Незаметное, Кедровка и далее к селу Глубинное и Восток, на юго-восток — к сёлам Крутой Яр, Тимохов Ключ, Дальний Кут, Мельничное и далее, через Сихоте-Алиньский хребет к восточному побережью края.
Село Вострецово стоит на правом берегу реки Большая Уссурка, напротив Рощино.
В Рощинское сельское поселение входят: Рощино, Крутой Яр, Богуславец, Таборово, Тимохов ключ.

## История
Как и большинство таёжных сёл Севера, северо-запада Приморья, село Рощино «родом из леспромхоза». В 1931 году в пойме Имана (Большая Уссурка) начал селиться рабочий люд: лесозаготовители и строители Ханихезского леспромхоза. Так появилась Стройка, и только 15 февраля 1957 года населённый пункт был переименован в село Рощино в честь расстрелянного белоказаками партизанского командира Алексея Рощина.
В 1960-е — 1990-е годы село было центром краевой геологической экспедиции, поэтому в нём до сих пор сохраняется значительный процент людей с высшим образованием, преимущественно переселенцев из европейской части СССР.

## Население
| 2002 | 2010  | 2021  |
| ---- | ----- | ----- |
| 4343 | ↘3919 | ↘3211 |

Гендерный состав
|               | 2002  | 2010  |
| ------------- | ----- | ----- |
| Всё население | 4343  | 3919  |
| Мужчин        | 2144  | 1887  |
| Женщин        | 2199  | 2032  |
| Мужчин (%)    | 49,37 | 48,15 |
| Женщин (%)    | 50,63 | 51,85 |

По переписи 2002 года 49,37 % мужчин и 50,63 % женщин.

## Промышленность
В селе расположены несколько предприятий, занимающихся лесозаготовкой и деревопереработкой. С 2007 года в Рощино располагается администрация Национального парка «Удэгейская легенда».

## Достопримечательности
В селе и окрестностях имеются как исторические, так и экологические памятники. Найдены древние стоянки коренных жителей Приморья. Охраняют природные богатства Сихотэ-Алинский биосферный государственный заповедник, заказники «Таёжный» и «Багульниковая сопка», национальный парк «Удэгейская легенда» и другие.
Близость реки, лесных массивов, разнообразие рельефа дают большие возможности для организации отдыха и туризма.
Развита охота и рыбалка, замечательный вид на Рощино открывается со смотровой площадки на вершине сопки.
Проводятся спортивно-массовые мероприятия для молодёжи, в выходные дни проходят собрания книголюбов, которые называются «Ночь книги».
Глава Рощинского поселения — Шпак Людмила Семеновна.